# MÁV 483
| MÁV 483 BHLB IVa 5 JDŽ 83 ZB 4 III | MÁV 483 BHLB IVa 5 JDŽ 83 ZB 4 III          | MÁV 483 BHLB IVa 5 JDŽ 83 ZB 4 III          |
| ---------------------------------- | ------------------------------------------- | ------------------------------------------- |
| Werksfoto einer 83                 |                                             |                                             |
| Pályaszám:                         | MÁV 483.001, MÁV 483.101-103                | MÁV 483.001, MÁV 483.101-103                |
| Gyártó:                            | Krauss/Linz, MÁVAG, O&K, Jung, Đuro Đaković | Krauss/Linz, MÁVAG, O&K, Jung, Đuro Đaković |
| Gyártásban:                        | 1904-1949                                   | 1904-1949                                   |
| Jelleg                             | D'1 n2v-t                                   | D'1 h2-t                                    |
| Nyomtávolság                       | 760 mm / 1000 mm                            | 760 mm / 1000 mm                            |
| Legnagyobb sebesség:               | 35 km/h                                     | 35 km/h                                     |
| Szolgálati tömeg                   | 36 t                                        | 38 t                                        |
| Tapadási tömeg:                    | 32 t                                        | 32 t                                        |
| Hajtókerék-átmérő:                 | 900 mm                                      | 900 mm                                      |
| Futókerékátmérő:                   | 650 mm                                      | 650 mm                                      |
| Csatolt kerekek tengelytávolsága:  | 3.300 mm                                    | 3.300 mm                                    |
| Össztengelytávolság:               | 5.650 mm                                    | 5.650 mm                                    |
| Ütközők közötti hossz:             | 13.415 mm                                   | 13.415 mm                                   |
| Hengerek átmérője:                 | 370/550 mm                                  | 430 mm                                      |
| Rostélyfelület:                    | 1,7 m²                                      | 1,7 m²                                      |
| Gőznyomás:                         | 13 bar                                      | 12 bar                                      |
| Forrfelület:                       | 112 m²                                      | 88 m²                                       |
| Túlhevítőfelület:                  | -                                           | 24 m²                                       |
| Tűzcsövek száma:                   | 157                                         | 157                                         |
| Vonatfűtés típusa:                 | gőzfűtés                                    | gőzfűtés                                    |
| Fékek típusa:                      | Hardy-féle légűrfék                         | Hardy-féle légűrfék                         |
| Teljesítmény:                      | -                                           | 650 LE                                      |
| Vízkészlet:                        | 7,5 m3                                      | 15 m3                                       |
| Tüzelőanyag készlet:               | 3 t                                         | 5 t                                         |

A JZ 83 sorozat az egyik legnagyobb számban gyártott és legjobban elterjedt keskenynyomtávú szerkocsis gőzmozdony sorozat volt. A mozdony megtalálható volt a volt Osztrák–Magyar Monarchia szinte teljes területén és valamennyi utódállamában is. A mozdonyok közül több még ma is működik és nem csak múzeumvasutakon.
Kevés olyan gőzmozdony típus van a világon, amelyet több nemzet is a sajátjának tekint. Ezek egyike a budapesti MÁV Gépgyárban, illetve később a MÁVAG gyárban készített 96. szerkezetszámú típus, amely a XX. század eseménydús történelmének következtében egyszerre jugoszláv, osztrák és magyar. A legnépesebb jugoszláviai keskeny nyomtávolságú mozdonysorozat, az Ausztriában legnagyobb darabszámban készített keskeny nyomtávolságú gőzmozdony típus, az Osztrák-Magyar Monarchia, illetve megjelenése idején a kontinens legnagyobb teljesítményű 760 mm nyomtávolságú mozdonya, a hazánkban forgalomba állított és egyben a MÁV legnagyobb teljesítményű keskenynyomtávú gőzmozdonytípusa volt.

## Története

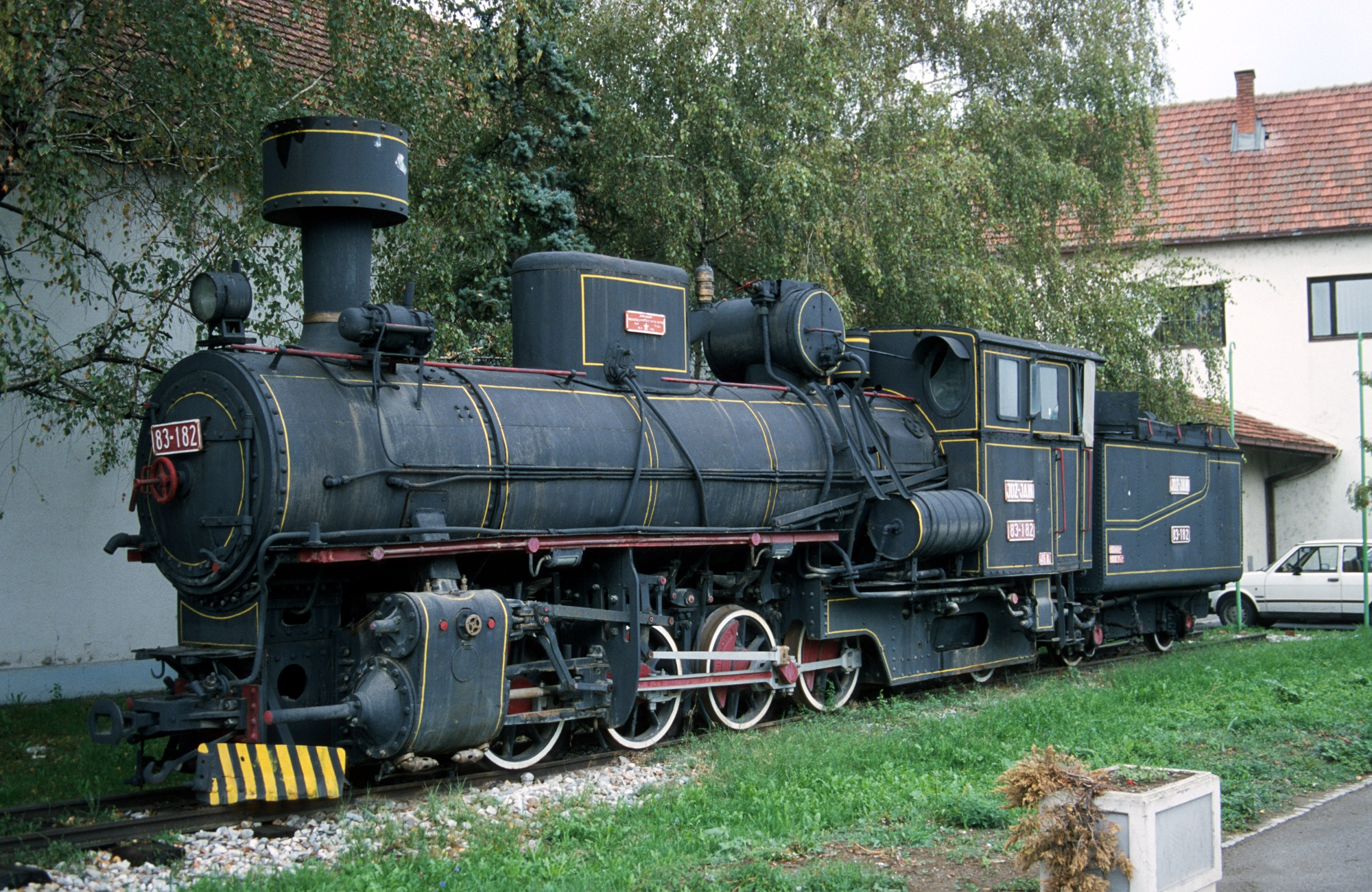
A 83-182 Szoborként kiállítva Lajkovacban

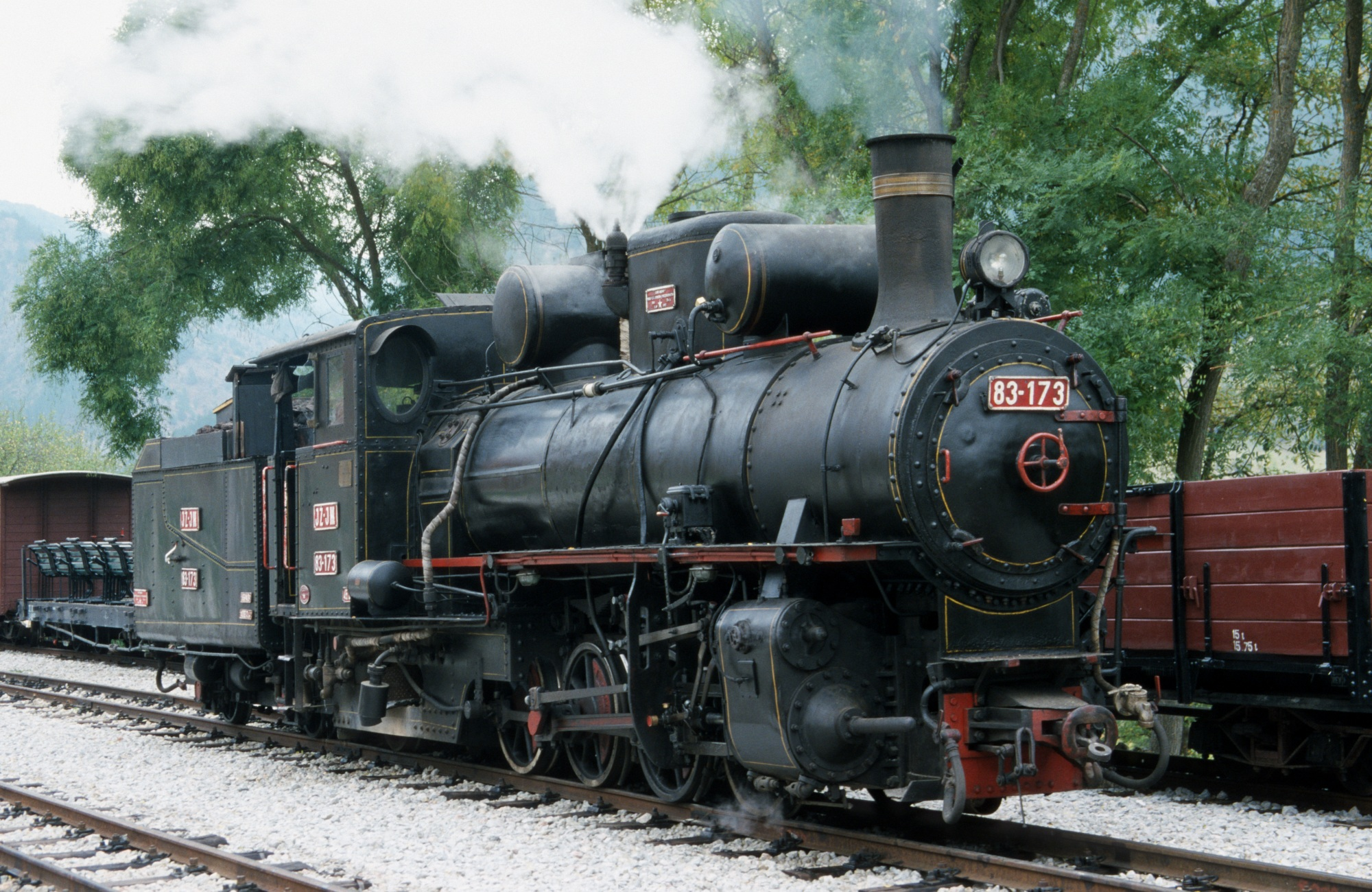
A 83-173 Mokra Goraban

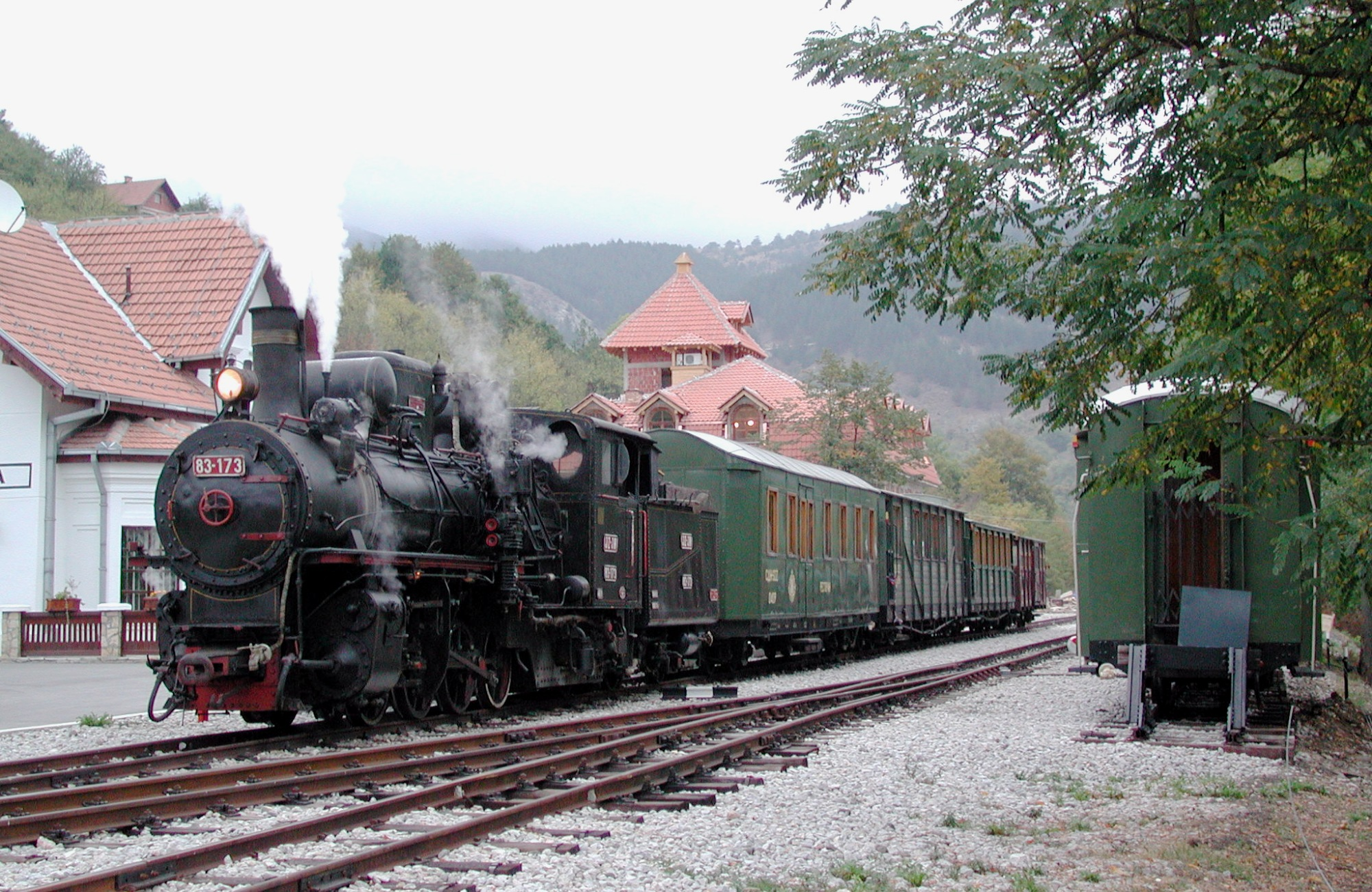
83-173 személyvonattal Mokra Goraban

1878-ban az Osztrák-Magyar Monarchia elfoglalta a korábban oszmán (török) Bosznia és Hercegovinát. Röviddel ezután elkezdődött az akkori különlegesnek számító 760 mm-es nyomtávú vasút építése. A 760 mm-es nyomtáv még ma is „boszniai nyomtáv” néven ismert. A Bosznia-Hercegovinai Államvasút – később Bosznia-Hercegovinai Tartományi Vasút túlnyomórészt nehéz terepfeltételek (meredek pályaszakaszok, kis ívsugarú kanyarok, stb.) közötti zömmel 760 mm-es keskenynyomtávú hálózatból áll.
Miután kezdetben számos különböző sorozatú mozdony kipróbáltak 1903-ban a Krauss linzi gyárának - mely a keskenynyomközű vasutak és mozdonyok szakértőjének számított - IVa 5 1000ff típusát találták, mely egy négycsatlós telített gőzű szerkocsis kompaund mozdony volt. Még jobb eredményeket mutatott fel a mozdony túlhevítős ikergépes változata a IVa 5 1100ff típus. Bosznia-Hercegovina különleges jogállása miatt a közös az osztrák és a magyar irányítás következtében az utánépítéshez szükséges részletes tervek Budapesten a MÁV Gépgyárnak rendelkezésére álltak.
A Monarchia szétesése után az új Bosznia-Hercegovina állam vasúttársasága az SHS gyorsan növelte hálózatát, és összekapcsolták a pályát a szerb hálózattal. Szükség volt további IVa 1100ff típusú mozdonyokra nagy számban, mivel a sínek már egészen Belgrádig értek. Mivel az SHS-nek nem volt hazai mozdonygyára, a szükséges mozdonyokat az 1300ff helyett RU jelöléssel a MÁV Gépgyár és a német Jung/Jungental építette. Még két jugoszláv magánvasút építtetett 4 db mozdonyt a típusból.
Jugoszlávia megalakulásával még több mozdony kellett. A mozdonyokat a jugoszláv Đjuro Đaković gyártó és most már új néven – MÁVAG – Budapest is folytatta. Az utolsó példányok 1948-ban és 1949-ben készültek el, ám akkor már 83 sorozatnak nevezték a mozdonyokat A konstrukció 45 éves volt. A 83 sorozat legmagasabb pályaszáma 182 volt, ám nem 182 mozdony készült, mivel a számozásban volt egy hézag, és három szerb magánvasúttársaság mozdonyai is szerepeltek a számozásban. A jellegzetesen osztrák mozdonyokból 1908-ban öt darab készült 82. gyári szerkezetszámmal Budapesten a MÁV Gépgyárban, majd 96. gyári szerkezetszámmal 1911-ben elkezdték az ikergépezetű mozdonyok gyártását, amelyekből 1949-ig hat változatban összesen 66 darab készült Budapesten.
A gőzfűtő berendezés ugyan lehetővé tette a személyvonatok továbbítását is a 96. szerkezetszámú mozdonyokkal, 35 km/h engedélyezett sebességük miatt azonban elsősorban a tehervonati szolgálat ellátására voltak felhasználhatók. A távolsági személy- és gyorsvonatokhoz a BHOV, illetve később a Jugoszláv Vasutak külön személyvonati mozdonytípusokat alkalmazott, amelyek a keskeny nyomközű vonalakon 50–60 km/h engedélyezett sebességgel közlekedtek.
A trianoni békeszerződés Magyarországot területeinek átadásán túl háborús jóvátétel kifizetésére is kötelezte. A hazai vasúti járműgyárak a jóvátétel fejében átadott egykori MÁV járművek javítása mellett gőzmozdonyokat, új építésű keskeny nyomtávolságú fedett és nyitott teherkocsikat, valamint személykocsi forgóvázakat is szállítottak a szerb-horvát-szlovén államnak. A MÁVAG mozdonygyár 1927 és 1933 között összesen 113 gőzmozdonyt készített a szerb háborús jóvátétel számlájára, amelyek közül 44 darab 96. szerkezetszámú, keskeny nyomtávolságú lokomotív volt. Az 1929-ben készült mozdonyokat az 1911-16 között szállítottaktól eltérően kisegítő olajtüzelő berendezés nélkül, Petz-Rejtő-féle víztisztítóval felszerelve és a korábban alkalmazott 31. szerkezetszámú, kéttengelyes szerkocsik helyett 5 t szén és 15 m3 víz tárolására alkalmas, 39. szerkezetszámú, négytengelyes szerkocsikkal helyezték üzembe az akkor már 1700 km-t meghaladó, 760 mm nyomközű jugoszláviai hálózaton.
A budapesti MÁVAG gyár 1949-ben további 10 darab 96. szerkezetszámú mozdonyt készített ismét jugoszláv háborús jóvátételre.A mozdonyok a korábbi kiviteltől eltérően acél tűzszekrénnyel, a hosszkazán első övlemezére szerelt zuhatagos víztisztítóval készültek. A hosszkazán középső övén elhelyezett gőzdómot és a homoktartályt közös burkolattal látták el. A kazán táplálására egy frissgőz lövettyűt és egy Friedmann-rendszerű fáradtgőz-lövettyűt szereltek fel. További újdonság volt a mozdonyokon a villanyvilágítás alkalmazása. A vezetőfülkén a korábbi változatoktól eltérően az ovális ablakok szögletes ablakokat alkalmaztak.

## Szerkezete
A mozdonyokat Karl Gölsdorf által szabadalmazott eltolható tengelyekkel készültek és a 70 m sugarú pályaívekben is biztonságosan közlekedtek. A csatolt tengelyek közül az elsőnek tengelyirányú elmozdulása 30-30, a negyediké pedig 25–25 mm volt. A viszonylag nagy, 5650 mm teljes tengelytávolságú mozdonyok ívellenállásának csökkentése érdekében az ötödik, futó kerékpárt a negyedik, kapcsolt kerékpárral egy Krauss-Helmholz forgóvázzal összekapcsolva lehetővé tették a futó kerékpár 37,5 mm-es, sugárirányú elmozdulását. A mozdonyok 25 mm vastag lemezből készített, belső keretét az állókazán alatt kiszélesítették és a futókerékpárt a kereten belül helyezték el. A hátul kiszélesített keret viszonylag nagy, 1,71 m felületű rostély kialakítására adott lehetőséget. A századfordulón bevezetett új mozdonyszerkesztési alapelveknek megfelelően az állókazán és a tűzszekrény ajtófal ferde volt. A tűzszekrény mennyezet az ajtófal felé 35 ‰-es lejtéssel történő kialakítása a nagy emelkedésű pályákon lejtmenetben vagy az emelkedőkön fordított állásban közlekedő mozdonyok biztonságos üzemét szolgálta. A három övből álló, 1272 mm legkisebb belső átmérővel készült hosszkazánban 157 darab, 4200 mm hosszú, 51 mm átmérőjű füstcsövet helyeztek el. A kazán fűtőfelülete 112 m2, gőznyomása a kompaund gépezetre való tekintettel 15 bar volt. A gőzfejlesztő fűtőfelület és a rostélyfelület arányából arra lehet következtetni, hogy a kazánt az osztrák vasutakon alkalmazott gyakorlatnak megfelelően, nagyobb fűtőértékű szenek felhasználásának figyelembe vételével szerkesztették meg. A mozdonyokat kisegítő olajtüzelő berendezéssel is ellátták, amelyet a Dinári hegységet átszelő vonalak hosszú alagútjaiban használtak. A kéményre az osztrák mozdonyokhoz kifejlesztett, Richoschek-féle szikraoltót szereltek fel. A 370, illetve 550 mm átmérőjű gőzhengerek öntvényeit a kereten, ferdén, 1:37 lejtéssel helyezték el. A gépezet síktolattyús Heusinger vezérművel készült.
A személy és vegyesvonatok továbbítására egyaránt alkalmas mozdonyokat gőzfűtő berendezéssel valamint a BHOV hálózatán alkalmazott, önműködő Hardy-féle légűrfékkel is ellátták. A mozdonyok 3 t szén és 7,5 m3 víz befogadására alkalmas, kéttengelyes szerkocsikkal közlekedtek. A szerkocsikat légűrfékkel és különleges, úszós vízszintjelző készülékkel is felszerelték. Az olajjal működő, kisegítő tüzelőberendezés üzemanyag tartályát jobb oldalon a vezetőállás előtt elhelyezve a mozdonyra szerelték fel.
1909-től a típus Linz-i mozdonygyárban átszerkesztett, túlhevítős, ikergépezetű, körtolattyús vezérművel készült IVa5 1100ff típusújellel. A mozdonyok átalakított kazánjában a gőznyomást a túlhevítős üzemnek megfelelően 12 bar-ra szállították le. A tűzcsövek számának módosításával, illetve a túlhevítő burokcsövek alkalmazásával 88,21 m2-re csökkentették le a vízzel érintett, gőzfejlesztő fűtőfelületet, amelyet 23,85 m2 gőztúlhevítő felülettel egészítettek ki. Így a teljes fűtőfelület szinte teljesen azonos volt a kompaund gépezetű mozdonyok kazánjának fűtőfelületével. A túlhevítős mozdonyok gépezeti vonóereje a 430 mm átmérőjű ikerhengerek alkalmazása miatt lényesen, mintegy 6 kN-nal nagyobb volt. Magas fűtőértékű szenek alkalmazása esetén kifejtett 650 LE (478 kW) teljesítményükkel a század elején a legerősebb 760 mm nyomtávolságú gőzmozdonyok közé tartoztak.

## A típus története Magyarországon
Amikor Magyarország bekapcsolódott a II. világháborúba a német hadvezetőség az akkori magyar kormányt támogatva a jugoszláv partizánoktól elfoglalt területeken zsákmányolt, keskeny nyomtávolságú gőzmozdonyokat a MÁV rendelkezésére bocsátotta amelyek között több JŽ 83 sorozatú, részben Budapesten készült, MÁVAG 96. szerkezetszámú is volt. A MÁV 1944-ben négy mozdonyt 483,001 és 483,101-103 pályaszámokkal sorolt be a járműállagába. A hazai 760 mm nyomközű vonalak követelményeinek megfelelő, kismértékű átalakításuk és így a tervezett üzembe helyezésük azonban a háborús események miatt akkor elmaradt.
A második világháború befejezése után, a közforgalmú gazdasági vasutak államosításával kialakított MÁV keskeny nyomközű hálózaton alkalmazott, legfeljebb 6 t tengelyterhelésű felépítmény nem tette lehetővé a forgalomba állításukat. Akkor még nem indokolta a szokatlanul nagy teljesítményű mozdonyok üzembe helyezését a hazai 760 mm nyomközű vonalak forgalma sem.
A budapesti MÁVAG gyár 1949-ben jugoszláv háborús jóvátételre gyártott 10 darab 96. szerkezetszámú mozdonyából a politikai kapcsolatok megromlása miatt csak hat került az eredeti rendeltetésének megfelelően leszállításra.
Ezeket a mozdonyokat a korábban MÁV 483 sorozatba osztott mozdonyokkal együtt 1950-51-től a MÁV 485.5 sorozatba lettek beosztva.

## Megőrzött mozdonyok

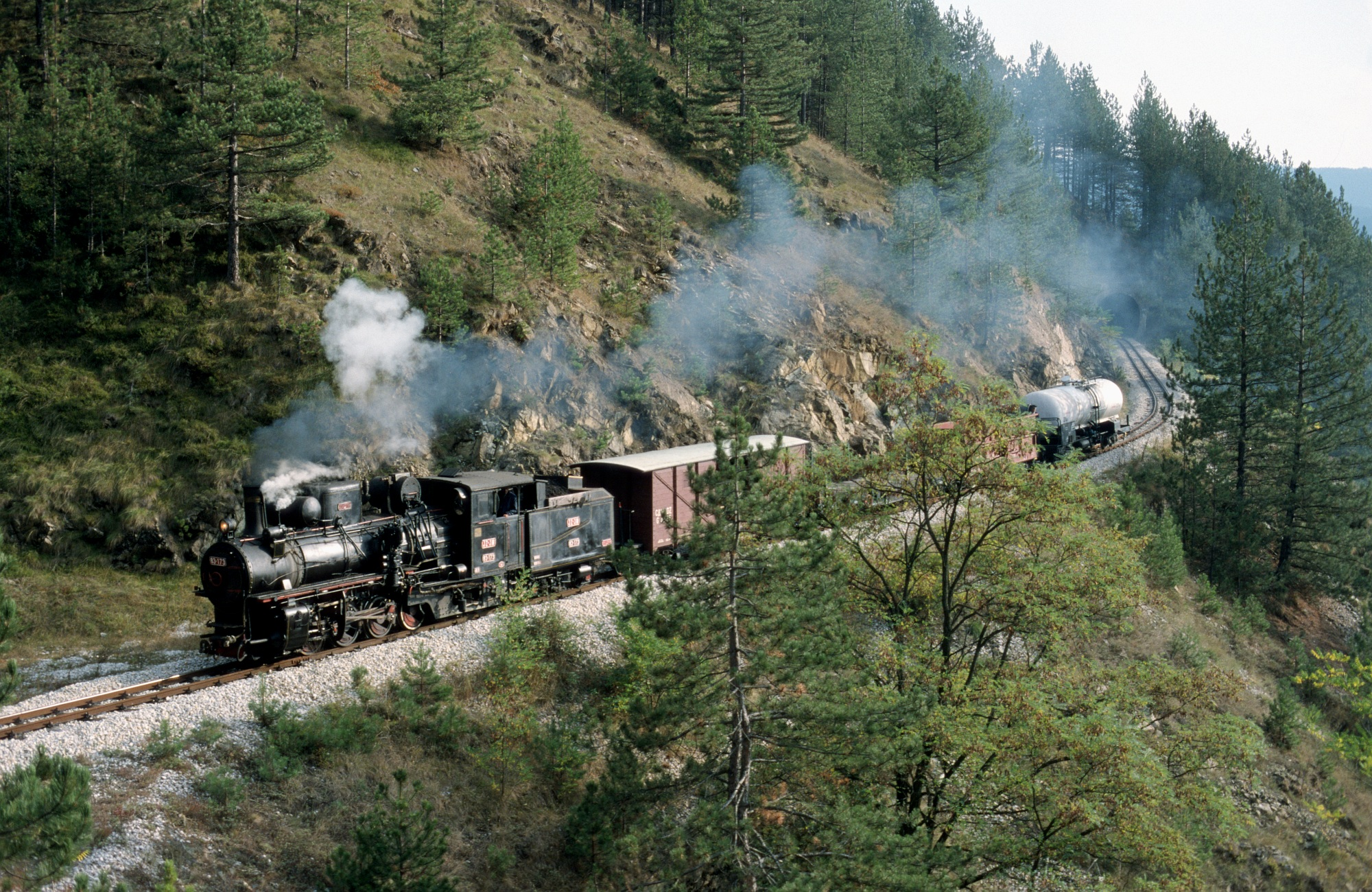
A 83-173 tehervonattal

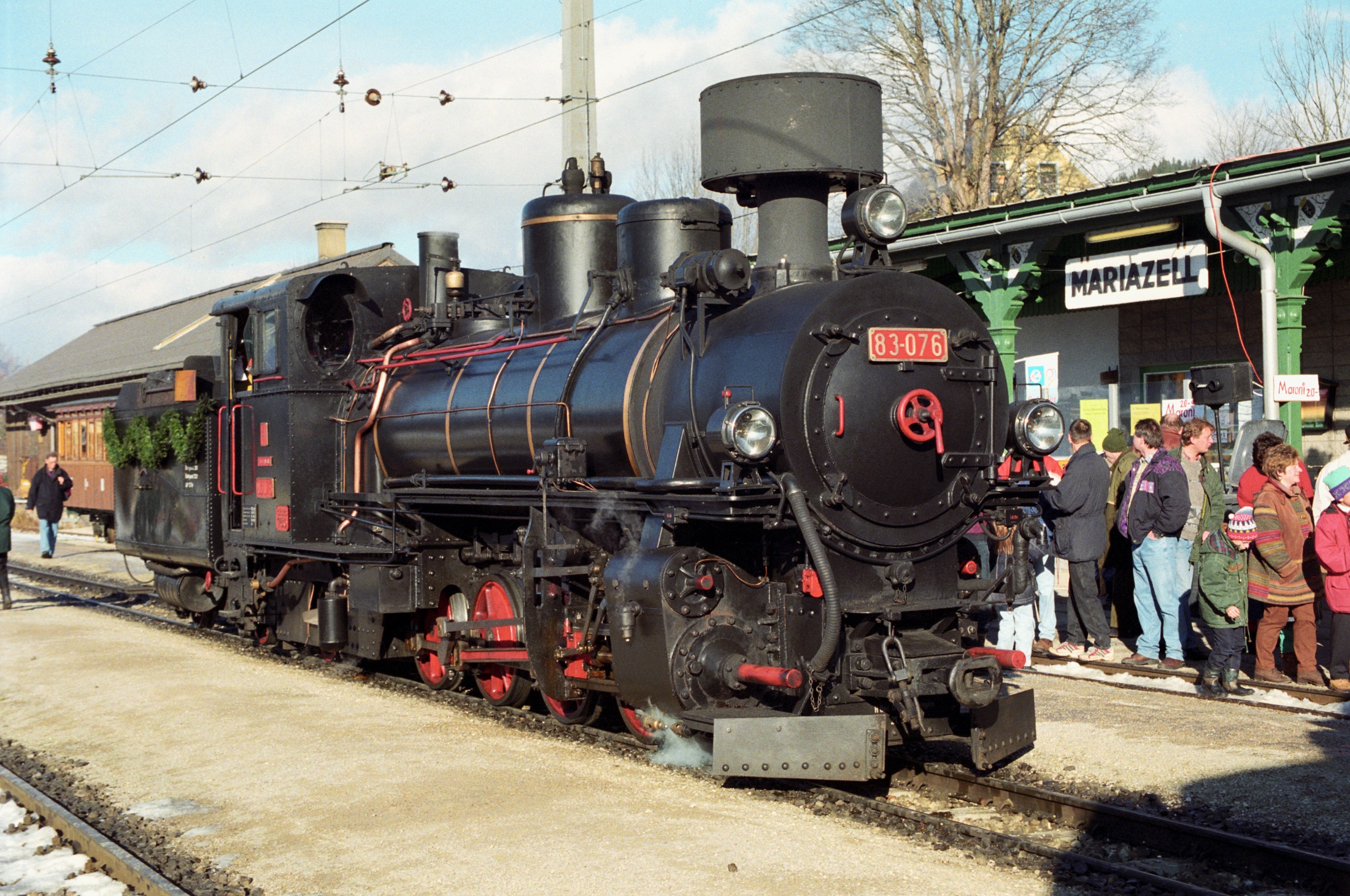
A Club 760 83-076-osa Mariazellben

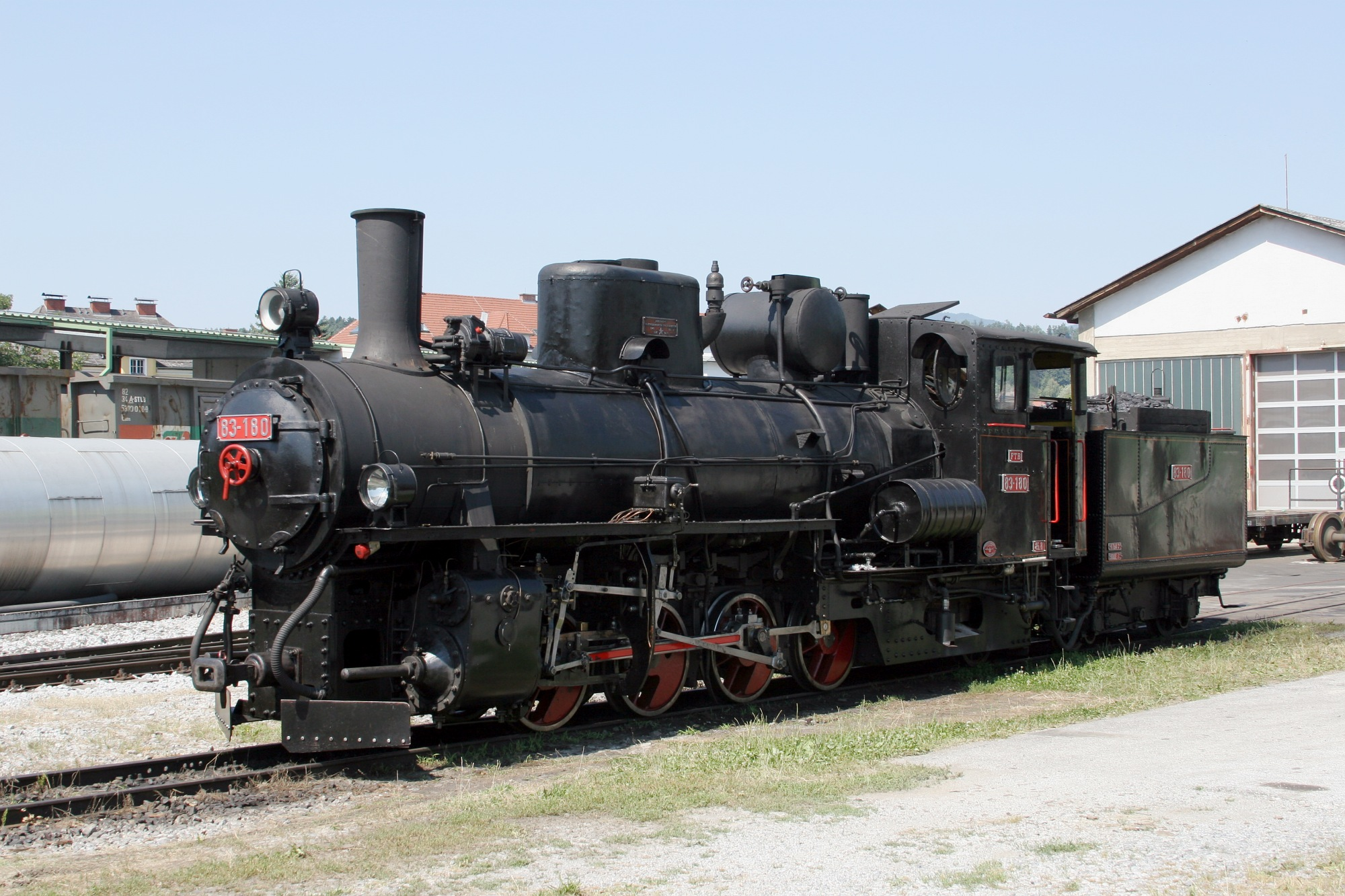
A 83-180 Weizben a Feistritztalbahnon

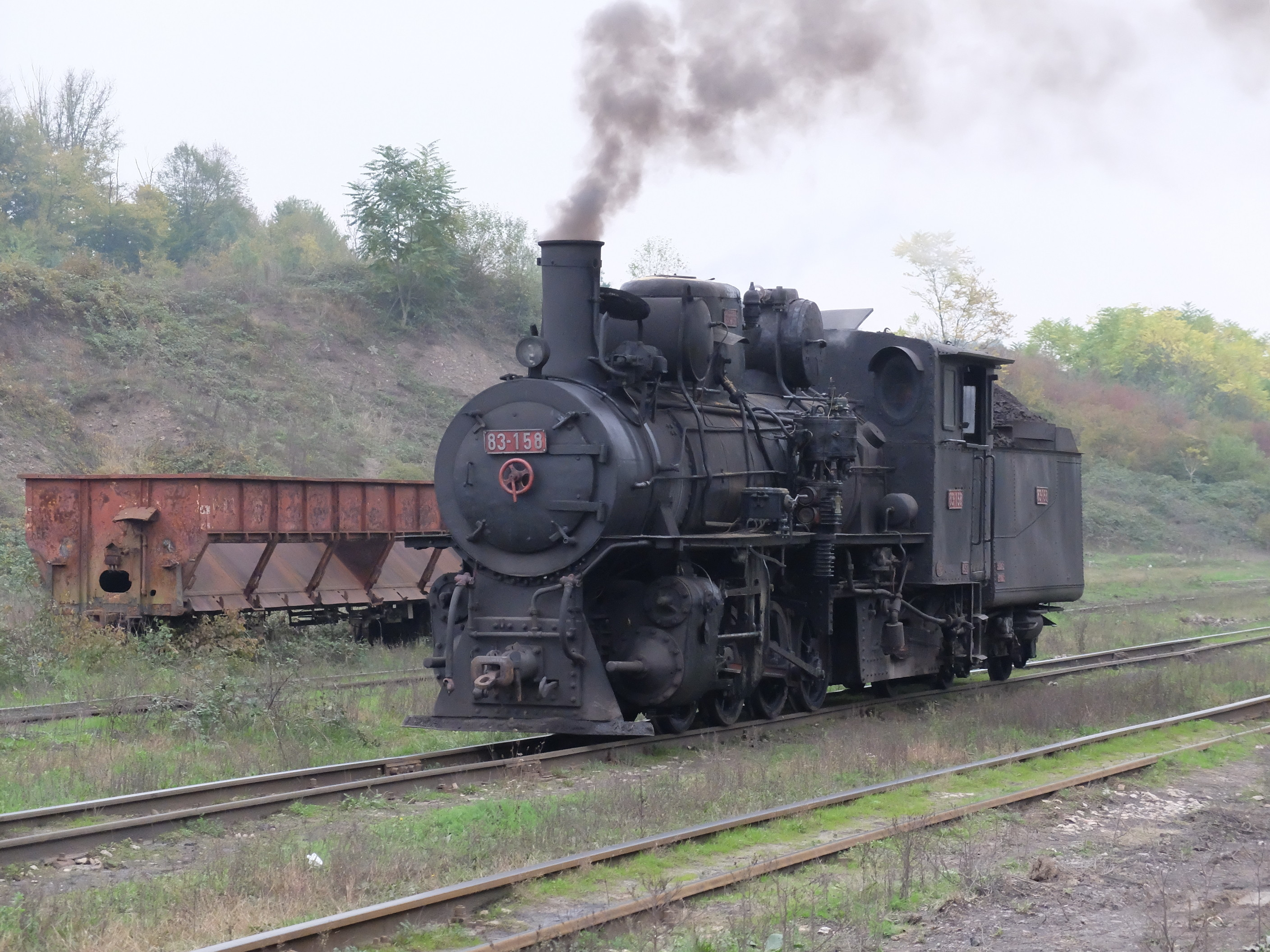
RMU Banovići 83-158 (2015)

Mivel a sorozat több mint négy évtizeden át épült nagy számban anélkül, hogy jelentősebben változtattak volna rajta, több "túlélő" '83-as példány is ismert nem csak Bosznia-Hercegovinában és Szerbiában, hanem Horvátországban, Macedóniában, Magyarországon és Ausztriában.

## A sorozat mozdonyainak áttekintése
| BHSTB          | BHLB           | SHS            | JZ              | Hersteller      | Fabriknr./Baujahr        |
| -------------- | -------------- | -------------- | --------------- | --------------- | ------------------------ |
|                |                | 1301-1337      | 83-001 - 83-037 | MÁVAG           | 4963-4999/1929           |
|                |                | 1338-1344      | 83-038 - 83-044 | MÁVAG           | 5001-5007/1929           |
|                |                | RU 1 - RU 24   | 83-045 - 83-068 | Jung/Jungenthal | 3527-3550/1923           |
|                | IVa5 1101      | IVa5 1101      | 83-069          | Krauss/Linz     | 5972/1909                |
|                | IVa5 1102-1108 | IVa5 1102-1108 | 83-070 - 83-076 | Krauss/Linz     | 6029-6035/1909           |
|                | IVa5 1109-1111 | IVa5 1109-1111 | 83-077 - 83-079 | MÁVAG           | 2674-2676/1911           |
|                | IVa5 1112-1115 | IVa5 1112-1115 | 83-080 - 83-083 | Krauss/Linz     | 6442-6445/1911           |
|                | IVa5 1116-1117 | IVa5 1116-1117 | 83-084 - 83-085 | Krauss/Linz     | 6583-6584/1912           |
|                | IVa5 1118-1119 | IVa5 1118-1119 | 83-086 - 83-087 | MÁVAG           | 3030-3031/1912           |
|                | IVa5 1120-1125 | IVa5 1120-1125 | 83-088 - 83-093 | Krauss/Linz     | 6725-6730/1913           |
|                | IVa5 1126-1128 | IVa5 1126-1128 | 83-094 - 83-096 | Krauss/Linz     | 6892-6894/1914           |
|                | IVa5 1129-1131 | IVa5 1129-1131 | 83-097 - 83-099 | MÁVAG           | 3577-3579/1914           |
|                | IVa5 1132-1135 | IVa5 1132-1135 | 83-100 - 83-103 | MÁVAG           | 3966-3969/1914           |
|                | IVa5 1136-1139 | IVa5 1136-1139 | 83-104 - 83-107 | Krauss/Linz     | 7141-7144/1916           |
|                | IVa5 1140-1151 | IVa5 1140-1151 | 83-108 - 83-119 | Krauss/Linz     | 7289-7300/1917           |
|                | IVa5 1152-1155 | IVa5 1152-1155 | 83-120 - 83-123 | Krauss/Linz     | 7500-7503/1919           |
| IVa5 1001-1004 | IVa5 1001-1004 | IVa5 1001-1004 | 83-124 - 83-127 | Krauss/Linz     | 5068-5071/1904           |
| IVa5 1005-1010 | IVa5 1005-1010 | IVa5 1005-1010 | 83-128 - 83-133 | Krauss/Linz     | 5189-5194/1904           |
| IVa5 1011-1017 | IVa5 1011-1017 | IVa5 1011-1017 | 83-134 - 83-140 | Krauss/Linz     | 5472-5478/1906           |
| IVa5 1018-1024 | IVa5 1018-1024 | IVa5 1018-1024 | 83-141 - 83-147 | Krauss/Linz     | 5763-5769/1907 bzw. 1908 |
| IVa5 1025-1029 | IVa5 1025-1029 | IVa5 1025-1029 | 83-148 - 83-152 | MÁVAG           | 2063-2067/1908           |
|                |                |                | 83-153 - 83-162 | Ðuro Ðakovic    | 48-57/1948               |
|                |                |                | 83-163 - 83-168 | MÁVAG           | 5676-5681/1948           |
|                |                |                | 83-173 - 83-182 | Ðuro Ðakovic    | 129-138/1949             |

### A Magyarországra MÁV állományba került mozdonyok
| JZ     | MÁV         |
| 83-021 | -           |
| 83-032 | 483,101     |
| 83-043 | 483,001     |
| 83-070 | 483,102 (?) |
| 83-105 | 483,103 (?) |

### További Magyarországra került mozdonyok
| MÁVAG     | MÁV               | vorgesehen als |
| 5682/1950 | OKÜ 29            | (83-169)       |
| 5683/1950 | Diosgyör 485,5002 | (83-170)       |
| 5684/1950 | OKÜ 36            | (83-171)       |
| 5685/1950 | OKÜ 30            | (83-172)       |

### Szerb magánvasúti mozdonyok
| gebaut         | Privatbahnnummer | JZ-Nummer  |
| Jung 3808/1926 | POŽ 11           | 83-021II   |
| Jung 3808/1926 | POŽ 12           | 83-035II   |
| O&K 11800/1928 | POŽ 21           | JDŽ П 21II |
| Jung 3999/1926 | ŽDB S 83-3       | 83-043II   |

## Fordítás
- Ez a szócikk részben vagy egészben  a   JDŽ 83 című német Wikipédia-szócikk fordításán alapul.  Az eredeti cikk szerkesztőit annak laptörténete sorolja fel. Ez a jelzés csupán a megfogalmazás eredetét és a szerzői jogokat jelzi, nem szolgál a cikkben szereplő információk forrásmegjelöléseként.